# Pablo de Muner
Pablo Daniel „Tomatito” de Muner (ur. 14 kwietnia 1981 w Caseros) – argentyński piłkarz pochodzenia włoskiego występujący na pozycji prawego obrońcy, trener piłkarski, od 2025 roku prowadzi kolumbijski Águilas Doradas.